# Batalló Azov
El Destacament d'Operacions Especials d'Azov (ucraïnès: Окремий загін спеціального призначення «Азов»), sovint conegut com a Azov, Destacament d'Azov, Regiment d'Azov (ucraïnès: Полк Азов), o Batalló Azov (fins al setembre de 2014), és una unitat militar considerada d'extrema dreta i neonazi, d'origen independent però actualment integrada a la Guàrdia Nacional d'Ucraïna. Té la seva seu a Mariúpol, a la regió costanera del mar d'Azov. És un destacament format per agregació, amb membres provinents de 22 països.
Azov es va formar el maig de 2014 com a milícia voluntària. El batalló va néixer entre hooligans del Dinamo de Kíiv, amb experiència en disturbis i enfrontaments violents al carrer. Azov va combatre el 2013 a primera línia contra el govern pro-rus de Víktor Ianukóvitx, que va haver d’abandonar el país. El destacament va guanyar així reconeixement social, va crear una branca dedicada a captar més membres, i va aconseguir que el govern l’integrés a la Guàrdia Nacional.
El seu fundador i primer líder fou Andriy Biletsky, polític ultradretà nacionalista blanc antisemita, que el 2010 va dir que la missió d'Ucraïna era: "liderar les races blanques en una croada final contra els Untermenschen liderats pels semites". El seu escut està basat en Wolfsangel de la 2a Divisió SS Das Reich de l'alemanya nazi i el Schwarze Sonne o Sonnenrad usat per membres de les SS i pels neonazis.
Va tenir la seva primera experiència en combat recuperant Mariúpol de les forces separatistes recolzades per Rússia el juny de 2014, a la Guerra al Donbàs. El 12 de novembre de 2014, Azov va ser incorporat a la Guàrdia Nacional d'Ucraïna i, des de llavors, tots els seus membres són soldats regulars.
El 2014 el regiment va guanyar notorietat internacional al produir-se denúncies contra Azov de tortura i crims de guerra. Des de llavors s'ha destacat que els seus integrants són neonazis i que usen obertament simbologia nazi, com ara el seu emblema amb el Wolfsangel, un dels símbols originals utilitzats pel 2n. SS Panzer Division Das Reich. Els representants del Batalló Azov van descriure en un primer moment el símbol com una abreviatura de l'eslògan "Idea Nacional" (ucraïnès Ідея Нації) i van negar la connexió amb el nazisme. Més tard, però, van reconèixer que entre un 10 i un 20% dels integrants de la unitat són neonazis. El 2015 i 2018, el Congrés dels Estats Units va bloquejar l'ajuda militar a Azov per la seva ideologia supremacista blanca.
El 2016, veterans del regiment i membres d'una organització no governamental anomenada "Cos Civil d'Azov" van crear el partit polític "Cos Nacional", que no va obtenir representació parlamentària.
El 2014 el destacament comptava amb uns 300 membres.

## Història

### Patrulla Policial de Tasques especials
El Batalló Azov té les seves arrels en un grup d'ultres del FC Metalist Khàrkiv anomenat "Sect 82" (1982 és l'any de la fundació del grup), aliat fins al setembre de 2013 amb els ultras del FC Spartak Moscow. A finals de febrer de 2014, durant la crisi ucraïnesa de 2014, quan el moviment separatista actiu a Kharkiv va començar a mobilitzar-se, la Secta 82 va ocupar l'edifici de l'administració regional de l'òblast de Kharkiv a Kharkiv. Aviat, sobre la base de la Secta 82 es va formar un cos policial de tasques especials anomenada "Cossos Orientals". El primer comandant de la unitat va ser l'ultranacionalista d'extrema dreta Andriy Biletsky, que va dirigir l'Assemblea Social-Nacional neonazi i era membre del grupuscle "Patriotes d'Ucraïna".

### Guerra al Donbàs
El 13 d'abril de 2014, el ministre de l'Interior, Arsen Avakov, va emetre un decret que autoritzava la creació de noves forces paramilitars de fins a 12.000 persones. El 5 de maig de 2014 es va formar a Berdiansk el Batalló Azov, utilitzant el grup "Cossos Orientals" com a columna vertebral. Azov va començar com a unitat de la Patrulla Policial de Tasques Especials (batallons de voluntaris regulats pel Ministeri de l'Interior), dirigit per Volodymyr Shpara, líder de la branca de "Patriotes d'Ucraïna" a Kíiv.
Molts altres membres de "Patriotes d'Ucraïna" es van unir al batalló. Entre els primers integrants del batalló hi havia un membre de la Rada Suprema, Oleh Lyashko, i l'ultranacionalista Dmytro Korchynsky i l'empresari Serhiy Taruta i Avakov. Aleshores, el batalló va rebre entrenament prop de Kíev de la mà d'instructors amb experiència a les Forces Armades de Geòrgia. El batalló va començar a actuar a Mariúpol, participant en combats.
El 10 de juny, el batalló va destituir el comandant adjunt Yaroslav Honchar i es va distanciar d'ell després que aquest fes declaracions crítiques sobre el saqueig dins el grup. Igor Mosiychuk es va convertir en el nou comandant adjunt.
El juny de 2014, Anton Herashchenko (assessor del ministre de l'Interior) va dir que estava previst que el batalló Azov tingués una dotació de 400 persones i el sou dels voluntaris seria de 4.300 hrívnia (350€) al mes. Els soldats contractats cobraven 1.505 hrívnia al mes.
L'11 d'agost, el batalló Azov, recolzat per paracaigudistes ucraïnesos, van capturar Màrinka dels separatistes recolzats per Rússia i van entrar als suburbis de Donetsk enfrontant-se als combatents de la República Popular de Donetsk.

### Guàrdia Nacional
El setembre de 2014, el batalló d'Azov es va ampliar d'un batalló a un regiment i es va enrolar a la Guàrdia Nacional d'Ucraïna. En aquell moment, la unitat treballava per despolititzar-se: la seva direcció d'extrema dreta va marxar i va fundar el partit polític Cos Nacional, que treballa amb la seva organització activista associada, Cos Civil Azov.
Des de llavors, va començar a rebre un major subministrament d'armes pesades. El batalló Azov va rebre finançament del ministre d'Afers Interns d'Ucraïna i d'oligarques ucraïnesos. Així, mentre que els seus voluntaris cobraven oficialment 6.000 hryvnia al mes, realment van rebien al voltant de 10.000 hryvnia al mes. El lloc web neonazi "Patriotes d'Ucraïna" van ser tancats o sotmesos a accés restringit.
El 14 d'octubre, els soldats del Batalló d'Azov van participar en una marxa per commemorar el 72è aniversari de l'ultranacionalista Exèrcit Insurgent Ucraïnès (UPA) a Kíev organitzada pel Sector Dret.
A les eleccions parlamentàries d'Ucraïna del 26 d'octubre de 2014, Biletsky, el comandant del batalló, va guanyar un escó de circumscripció (com a candidat independent) al parlament ucraïnès i amb un 33,75% a la circumscripció de Kharkiv (d'on prové). Al parlament, Biletsky no es va unir a cap grup parlamentari. El membre del batalló Oleh Petrenko també és diputat del Bloc Petro Poroshenko després d'haver guanyat un escó de circumscripció a Txerkasy en les mateixes eleccions.
El 31 d'octubre de 2014, el comandant adjunt del batalló d'Azov, Vadym Troyan, va ser nomenat cap de la policia de l'oblast de Kíev.
L'11 de novembre de 2014 el Batalló Azov es va incorporar oficialment a la Guàrdia Nacional d'Ucraïna.
El 2017 es va estimar que ja estava format per més de 2.500 membres.
El batalló rebé entrenament, finaçament i armament dels EUA, Canadà i països europeus com el Regne Unit.
Durant la guerra russo-ucraïnesa en la batalla de Mariúpol va establir la darrera bossa de resistència a la planta siderúrgica d'Azovstal, on finalment es van rendir el seu comandant Denys Prokopenko amb 2.439 membres del batalló Azov i altres tropes ucraïneses el 20 de maig de 2022, quedant la unitat desmantellada.

## Lideratge i organització
El primer comandant del grup va ser Andriy Biletsky. Biletsky es va mantenir fora del focus públic treballant per expandir Azov a la mida del batalló. L'estiu de 2014 va prendre el comandament de la unitat. L'agost de 2014, el president ucraïnès Petro Poroshenko li va concedir una condecoració militar, l'Ordre per al coratge, i va ser ascendit a tinent coronel de les forces policials del Ministeri de l'Interior. Com que Biletsky va ser elegit al parlament ucraïnès a les eleccions parlamentàries d'Ucraïna de 2014, va abandonar el batalló l'octubre de 2016 (els funcionaris electes ucraïnesos no poden ser a l'exèrcit ni a la policia).
Un informe del 16 de juliol de 2014 el batalló Azov integrava 300 persones, tot i que d'altres informes els situaven al voltant dels 600 integrants. El març de 2015 comptava amb 900 integrants.
El batalló va rebre el sobrenom original d'Homes de Negre o "Cos Negre", com a antònim dels Homes Verds de Rússia a causa del seu ús de màscares negres quan atacaven els punts de control independentistes. El grup va ser finançat des del seu origen per Ihor Kolomoyskyi, un oligarca empresarial multimilionari xipriota-ucraïnès.
Ucraïna va decidir convertir tots els batallons de voluntaris, tant els batallons de defensa territorial associats a les forces armades, com la Patrulla Policial de Tasques Especials del ministeri de l'Interior, en unitats regulars de les Forces Armades d'Ucraïna i de la Guàrdia Nacional, respectivament. El govern ucraïnès també va optar per desplegar només unitats de voluntaris al front de Donbàs, prometent que els reclutes no serien enviats al combat.
El gener de 2015, el Batalló Azov es va oficialitzar-se com a regiment i les seves estructures van prendre una forma definitiva. Es va establir un centre de mobilització i un centre de formació a Kíev, a l'antic complex industrial "ATEK" per a la selecció i examen; i el personal, format per voluntaris d'arreu d'Ucraïna, havia de passar per un procés de selecció i verificació, força semblant als procediments de mobilització de l'exèrcit.
Els reclutes s'assignen a les unitats de combat dels regiments, o a unitats de suport i subministrament, on realitzen entrenaments intensius de combat. Les unitats de reconeixement i de desactivació d'explosius es consideren l'elit del batalló Azov i estan tripulades pel personal més experimentat (normalment, les forces especials de l'exèrcit ucraïnès o similars).

### Membres estrangers
Segons The Daily Telegraph, la política neonazi del Batalló d'Azov i certs perfils de les xarxes socials angleses han atret combatents estrangers, incloent gent del Brasil, Itàlia, el Regne Unit, França, els Estats Units, Grècia, Escandinàvia, Espanya, Eslovàquia, República Txeca i Rússia. El grup ha utilitzat Facebook per reclutar persones d'extrema dreta d'altres països d'Europa.
Uns 20 croats es van incorporar al batalló d'Azov el gener de 2015, amb edats compreses entre els 20 i els 45 anys. Després que la ministra d'Afers Exteriors de Croàcia, Vesna Pusić, confirmés que hi havia voluntaris croats a Ucraïna, el Ministeri d'Afers Exteriors rus va demanar a Croàcia que retirés els seus ciutadans del conflicte armat. Pusić va respondre que Croàcia s'oposa a qualsevol implicació de ciutadans croats en la guerra, i va declarar que hi eren per iniciativa pròpia i que Croàcia estava treballant per portar-los a casa. El ministre de l'Interior, Ranko Ostojić, va dir que els voluntaris croats lluitaven al costat del govern ucraïnès i que no cometien cap tipus de delicte segons la llei croata.
A finals de 2016, investigadors brasilers van descobrir un suposat complot per reclutar activistes d'extrema dreta brasilers.
Membres del grup terrorista neonazi estatunidenc Atomwaffen Division també es van unir al batalló Azov.
Segons els acords d'alto el foc de Minsk, els combatents estrangers no poden servir a l'exèrcit d'Ucraïna. Malgrat els acords d'alto el foc de Minsk, el regiment encara té combatents estrangers, incloent un exmilitar britànic Chris Garrett i un antic soldat de 33 anys de l'exèrcit grec i de la Legió Estrangera francesa conegut pel nom-de-guerre de "El grec".

### Cos Civil Azov
A la primavera de 2015, els veterans del batalló Azov van crear el nucli d'una organització no militar no governamental Cos Civil Azov ("Tsyvilnyi Korpus "Azov"), amb el propòsit de la "lluita política i social", associat al partit polític del Cos Nacional. El 2016, els membres del Cos Civil Azov van fundar un centre social "Casa cosaca" a Kíev.

### Cos Nacional
El setembre de 2016, el fundador i antic comandant del Batalló Azov Andriy Biletsky va postular-se com a líder d'un nou partit polític. A principis d'octubre de 2016, Biletsky va declarar que el nou partit no utilitzaria ni noms ni símbols del Batalló Azov. El 14 d'octubre de 2016, aquest partit polític anomenat Cos Nacional ("Natsionalnyi Korpus") va celebrar el seu primer congrés. Allí, els delegats van escollir Biletsky per encapçalar el partit durant els següents quatre anys. Cos Nacional es basa en l'organització social nacionalista "Patriota d'Ucraïna", que ja estava registrada pel Ministeri de Justícia.
El partit advoca per ampliar els poders del president d'Ucraïna atorgant-li autoritat per ser el comandant en cap suprem de les Forces Armades d'Ucraïna així com el cap de govern. El Cos Nacional afavoreix la restauració de l'estatus d'energia nuclear d'Ucraïna i la nacionalització d'empreses que eren propietat del govern quan Ucraïna es va independitzar el 1991. El partit vol que Ucraïna trenqui tots els vincles amb Rússia (llaços diplomàtics, comercials i culturals). És contrari a l'adhesió d'Ucraïna a la Unió Europea i contra l'adhesió d'Ucraïna a l'OTAN. Vol crear la "Unió Intermarium" amb les nacions del Bàltic i del Mar Negre per incloure, entre d'altres, Ucraïna, Belarús, Polònia, Lituània, Letònia, Estònia, República Txeca i Eslovàquia. El partit advoca per ampliar el dret a portar armes i iniciar un debat públic sobre la restauració de la pena capital a Ucraïna per traïció i malversació de fons governamentals per part dels funcionaris en quantitats excessives.

### Milícia Nacional
El 2017 es va formar un grup paramilitar anomenat Milícia Nacional ("Natsionalni Druzhyny"), estretament vinculat al moviment Azov. El seu objectiu declarat és ajudar forces de seguretat l'aplicació de la llei, i ha realitzat patrulles al carrer. Al març de 2019, la seva militància era de milers de persones.

## Ideologia

### Neonazisme

Emblema del batalló "Azov". Es va utilitzar des de principis de l'estiu de 2014 fins a finals de l'hivern de 2015.

El Batalló Azov ha estat descrit com una milícia d'extrema dreta amb connexions amb el neonazisme, amb membres que porten símbols i insígnies nazis i expressen opinions neonazis. La insígnia del grup inclou el Wolfsangel i el Sol Negre, dos símbols nazis.
S'ha observat que els soldats d'Azov porten símbols nazis als seus uniformes. El 2014, la cadena de televisió alemanya ZDF va mostrar imatges de combatents d'Azov amb símbols com l'esvàstica i "les runes de les SS del famós cos d'elit d'uniformes negres de Hitler". El 2015, Marcin Ogdowski, corresponsal de guerra polonès, va tenir accés a una de les bases d'Azov ubicades a l'antic complex turístic Majak on els combatents d'Azov li van mostrar tatuatges nazis i emblemes nazis als seus uniformes.
Shaun Walker escriu a The Guardian que "molts dels membres d'Azov tenen vincles amb grups neonazis, i fins i tot aquells que es van riure de la idea que eren neonazis no van fer les negacions més convincents", citant tatuatges com l'esvàstica o la paraula "nacionalsocialista". Segons The Daily Beast, alguns dels membres del grup són "neonazis, supremacistes blancs i antisemites declarats", "i les insígnies de les SS dibuixades als seus cascs fan que sigui molt difícil que altres membres del grup puguin negar de manera creible qualsevol afiliació neonazi".
Segons el professor d'història i expert en extrema drets Carles Viñas, Azov “és un paraigua que acull des dels ultranacionalistes fins als neonazis i que va agafar protagonisme a partir de l'Euromaidan [les revoltes del 2013].”
Segons l'expert en extrema dreta dels països de l’Est Pep Anton Ginestà, “la intenció del govern de Volodímir Zelenski era tenir-los així sota control.” Zelenski, que és d'origen jueu, no veuria amb bons ulls aquest batalló, “conscient que s'anaven fent massa forts i que algun dia, en lloc de mirar cap a l'est i lluitar contra Rússia, podien tombar-se i començar a lluitar contra el govern”, i va considerar que la seva integració a les forces armades facilitaria controlar-los. “És una anomalia que un país europeu hagi validat un grup neonazi que no té cap suport social”, valora Ginestà. A la majoria de països europeus, l'extrema dreta sí que té representació parlamentària però no hi ha cap país que tingui un batalló militar obertament neonazi. Però segons Ginestà, “tot i que no tinguin suport a les urnes, estan integrats a la societat com en cap altre país europeu.”
Lev Golinkin escriu a The Nation que l'"Ucraïna post-Maidan és l'única nació del món que té una formació neonazi a les seves forces armades". Michael Colborne, de Foreign Policy, l'ha anomenat "un perillós moviment extremista amigable amb els neonazis" amb "ambicions globals", citant similituds entre la ideologia i el simbolisme del grup i el del tirador de la mesquita de Christchurch el 2019, juntament amb els esforços del grup per reclutar extremistes estatunidencs.
Un portaveu de la unitat ha dit que "només el 10-20%" dels seus reclutes són neonazis, amb un comandant que atribueix la ideologia neonazi a una joventut equivocada". Els membres de la unitat han afirmat que el Wolfsangel invertit, més que connotacions nazis, representa les paraules ucraïneses per a "nació unida" o "idea nacional" (ucraïnès: Ідея Nації, Ideya Natsii).
El politòleg britànic Richard Sakwa escriu que el membre fundador d'Azov, Andryi Biletsky, líder de l'Assemblea Social-Nacional (SNA) neonazi, va fer declaracions sobre una "missió històrica" per liderar les "races blanques del món en una croada final per la seva supervivència", una croada contra els Untermenschen liderats per semites", una ideologia que rastreja fins al nacional integralisme dels anys vint i trenta. El politòleg Ivan Katchanovski ha comparat la ideologia del grup amb la del Patriota d'Ucraïna, dient: "El SNA/PU [Patriota d'Ucraïna] defensa una ideologia neonazi juntament amb l'ultranacionalisme i el racisme. El mateix s'aplica als membres del batalló Azov i molts ultres de futbol i altres que serveixen en aquesta formació".
El juny de 2015, el ministre de Defensa canadenc va declarar que les forces canadenques no proporcionarien formació ni suport al Batalló Azov. El 2018, la Cambra de Representants dels Estats Units també va aprovar una disposició que bloquejava qualsevol formació dels membres d'Azov per part de les forces estatunidenques, citant les seves connexions neonazis. La Cambra havia aprovat anteriorment esmenes que prohibien el suport a Azov entre el 2014 i el 2017, però a causa de la pressió del Pentàgon, les esmenes es van aixecar secretament. El Centre Simon Wiesenthal va alertar que l'aixecament de la prohibició posava de manifest el perill del Negacionisme de l'Holocaust a Ucraïna.

#### Antisemitisme
Més de 40 activistes de drets humans israelians van signar una petició per aturar la venda d'armes a Ucraïna argumentant que Israel ven armes automàtiques d'estil militar Tavor i Negev al govern ucraïnès sabent que algunes d'aquestes armes acaben en mans de l'extrema dreta Azov.
Malgrat les acusacions que el grup és antisemita, alguns membres de la comunitat jueva d'Ucraïna donen suport i serveixen al batalló d'Azov. Un dels seus membres més destacats és Nathan Khazin, líder durant les protestes de l'Euromaidan del 2013 a Kíev. En una entrevista, Andriy Biletsky va explicar que considera Israel i Japó com a models a seguir per al desenvolupament d'Ucraïna.

### Paganisme eslau
La majoria dels soldats d'Azov són seguidors de Rodnovery (fe nativa eslava) amb trets nacionalistes ucraïnesos. També han establert santuaris de Rodnover per als seus ritus religiosos, inclòs un a Mariúpol dedicat a Perun.

## Violació de drets humans
Els informes publicats per l'Oficina de l'Alt Comissiariat de les Nacions Unides per als Drets Humans (OHCHR) han relacionat el Batalló Azov amb crims de guerra com el saqueig massiu, la detenció il·legal i la tortura. Un informe de l'OACDH del març de 2016 va afirmar que l'organització havia "recollit informació detallada sobre conductes hostils entre les armades ucraïneses i el regiment d'Azov a Shyrokyne i rodalia, des de l'estiu de 2014 fins a la data. Entre setembre de 2014 i febrer de 2015, es va documentar el saqueig massiu de cases de civils".
Un altre informe de l'OACDH va documentar un cas de violació i tortura: "Un home amb una discapacitat mental va ser objecte de tracte cruel, violació i altres formes de violència sexual per part de 8 a 10 membres d'Azov i 'Donbass' (un altre batalló ucraïnès) l'agost-setembre de 2014. La salut de la víctima es va deteriorar posteriorment i va ser hospitalitzat en un hospital psiquiàtric". Un informe de gener de 2015 va declarar que un partidari de la República de Donetsk va ser detingut i torturat amb electricitat i la tortura del submarí.